# Episodi de Il peccato e la vergogna (seconda stagione)
La seconda stagione della serie televisiva Il peccato e la vergogna è stata trasmessa in Italia dal 10 gennaio al 14 febbraio 2014 su Canale 5.
| Titolo           | Prima TV         |
| ---------------- | ---------------- |
| Primo episodio   | 10 gennaio 2014  |
| Secondo episodio | 13 gennaio 2014  |
| Terzo episodio   | 14 gennaio 2014  |
| Quarto episodio  | 21 gennaio 2014  |
| Quinto episodio  | 28 gennaio 2014  |
| Sesto episodio   | 31 gennaio 2014  |
| Settimo episodio | 4 febbraio 2014  |
| Ottavo episodio  | 7 febbraio 2014  |
| Nono episodio    | 11 febbraio 2014 |
| Decimo episodio  | 14 febbraio 2014 |

## Primo episodio
Roma, 1945. La guerra è finalmente finita. Carmen Fontamara (Manuela Arcuri) dà alla luce suo figlio, frutto della violenza che la donna aveva subito dal pericoloso Nito Valdi (Gabriel Garko). La famiglia Fontamara è al settimo cielo per la nascita del bambino mentre il Cavaliere Francesco (Stefano Santospago) è convinto che il padre del nascituro sia suo figlio Giancarlo (Francesco Testi), ancora impegnato a combattere al Nord con i partigiani del gruppo Armata Rossa.

## Secondo episodio
Mentre a Bologna Nito Valdi continua la sua opera di seduzione nei confronti di Elsa Pinker, a Roma Carmen apprende da Giancarlo, supportato dall'ispettore Malpietro, che Valdi non solo ha intenzione di rapirla, ma è anche colui che invia il cibo a palazzo Fontamara.
Giancarlo, intanto, con i suoi ex compagni partigiani ha ricostituito Armata Rossa con l'intento di giustiziare i criminali fascisti, che in seguito all'approvazione di un'amnistia potrebbero essere liberati. Elsa Pinker è disposta a finanziare il gruppo se uccideranno l'ex podestà Domenico Balsamo, responsabile della deportazione della sua famiglia.
Norma ritorna a Roma per coordinare i compagni e anche per ottenere informazioni su Davide Disegni, di cui non si fida. Scopre che il vero Davide è un uomo anziano e prova ad avvertire Elsa che, però, non le dà retta. Anche Nito torna a Roma, riuscendo ad incontrare il piccolo Valerio ai giardinetti insieme a Pina. Poi su un treno uccide Norma. Il ritrovamento del cadavere della donna insospettisce l'ispettore Malpietro e Giancarlo, mentre Carmen scopre con orrore, dal racconto di Pina, che Nito Valdi ha avvicinato il figlio Valerio.

## Terzo episodio
Giancarlo arrivato a Bologna tenta di mettersi in contatto telefonico con Elsa. La donna, che si era nascosta per sfuggire alla furia omicida di Nito, risponde al telefono, ma Valdi la trova e la uccide. A parlare con Giancarlo al telefono è quindi proprio Nito, che invita il rivale a raggiungerlo. Quando però Giancarlo arriva a palazzo Pinker, Nito è già fuggito dopo aver lasciato un biglietto scrivendo che il loro confronto è solo rimandato. Quando Giancarlo torna a Roma da Carmen, i due rivelano al resto della famiglia che Nito Valdi non lascerà mai Roma senza portare con sé suo figlio, Valerio.
Nito rapisce il piccolo Giulio per costringere Carmen a prendere Valerio e a fuggire con lui. La donna è costretta ad accettare, e dopo aver preso il figlio, esce da palazzo Fontamara e sale nella macchina dove ci sono Nito e Giulio. Prima di partire, però, Nito obbliga Carmen ad abbandonare Giulio o lo ammazzerà. Il bambino, convinto che la madre voglia bene solo a Valerio, le giura eterno odio.
Tornato a casa, Giulio sceglie come sostituta di sua madre la zia Piera e Giancarlo dice alla moglie di avere sempre amato Carmen.
Intanto, Nito fugge insieme a Carmen e Valerio su una piccola barca diretta verso il Sud America. Una notte la donna riesce a fuggire insieme al bambino e raggiunge una casa, venendo ospitata da una coppia di anziani che, però, sono complici di Nito e la riconsegnano a Valdi.
Giancarlo e l'ispettore Malpietro riescono a rintracciare la barca dove Nito sta scappando con Carmen e Valerio. La polizia trova la donna addormentata all'interno mentre Nito, che era fuori con il piccolo, incarica una ragazza di portare Valerio dalla madre. L'uomo, prima di darsi alla fuga, promette di tornare a prenderli.
Tornata a casa, Carmen deve fare i conti con l'odio che Giulio nutre nei confronti suoi e di Valerio. Quella notte il bambino prende una scatola di fiammiferi è dà fuoco alla culla del neonato. Carmen interviene e salva Valerio, scoprendo l'amara verità sull'altro figlio.
Quanto a Nito, ormai ricchissimo grazie ai soldi di Elsa Pinker, si rifugia a Cuba e si fa fare un tatuaggio: un cuore con i nomi di Carmen e Valerio. Entrambi saranno presto suoi.

## Quarto episodio
A Cuba, Nito incontra Glaucia (Viola Velasco), una prostituta che assomiglia molto a Carmen, per cui l'uomo se ne invaghisce.
Nel frattempo a Roma, Malpietro si incontra segretamente con Furio Truzzi (Urbano Barberini), capo dei servizi segreti, e scopriamo che l'ispettore ha sempre fatto il doppio gioco, fornendo preziose informazioni sull'Armata Rossa. In cambio Malpietro chiede che i servizi segreti uccidano Nito a Cuba.
Giancarlo si incontra con il professor Gilsenti (Alfredo Pea), suo compagno al gruppo Armata Rossa e questo gli dice che il Fontamara sarebbe la persona più adatta per uccidere Domenico Balsamo, un ex fascista recentemente assolto dai suoi crimini. Giancarlo, però, risponde che sta pensando di lasciare l'Armata Rossa dato che ha deciso di trasferirsi a palazzo Fontamara con Carmen, riconoscendo Giulio come suo figlio.
Dopo una lite con Carmen, Francesco riscrive il testamento ritenendo solo Giulio sangue del suo sangue.
Carmen va da Giancarlo e i due si lasciano andare alla passione. Subito dopo, lei gli chiede di prendere Giulio con lui e Piera, per salvare il piccolo Valerio dalla pazzia del fratello. I due litigano e la donna decide di chiudere la relazione con lui dicendogli che non lo ama più. La rottura con Carmen spinge Giancarlo a rientrare nel gruppo Armata Rossa, accettando il compito di uccidere Balsamo.
Nel frattempo Nito, ossessionato da Glaucia, sottrae la donna e il figlio di lei, Miguelito, al protettore Christopher (tra l'altro padre del bambino) e li porta a vivere con sé in una splendida casa. Christopher, però, al soldo dei servizi segreti, costringe Glaucia a sparare a Nito e fornire ai servizi italiani la prova fotografica della sua morte.
Giancarlo va da Giulio e gli svela di essere suo padre. L'Armata Rossa si riunisce e Giancarlo chiede a Luigi di recuperargli una pistola per uccidere Balsamo. Truzzi fornisce a Malpietro le prove della morte di Nito e l'ispettore, come da accordi, vende Giancarlo, rivelando che sarà lui l'assassino di Balsamo.
Giancarlo, grazie alle dritte del compagno Italo (Enzo Curcurù), si reca nell'albergo dove Balsamo si nasconde, per ucciderlo, ma un killer spara a Giancarlo che, più tardi, si spegne in ospedale dopo aver dichiarato a Carmen il suo amore eterno. Qualche tempo dopo, Piera si sente male sulla tomba di Giancarlo e perde il bambino.
Il professor Gilsenti inizia a sospettare che Giancarlo sia stato vittima di un complotto e organizza una riunione a casa sua per capirne di più. Malpietro capisce che Gilsenti sospetta proprio di lui.
Carmen si reca in commissariato da Malpietro, e non capisce che è colpa sua se Giancarlo è morto. Luigi le fa sapere che Nito è stato ucciso a Cuba, e le mostra la foto. L'ispettore, invaghitosi della donna, cerca di baciarla, ma lei dice di non essere ancora pronta per amare di nuovo.
Francesco, sempre più addolorato dalle morti in famiglia, decide di togliere Giulio alla madre e affidarlo a Piera, meditando il suicidio.
Carmen intanto entra in affari con il sarto Cencelli (Antonio Giuliani) per salvare le proprietà dei Fontamara.

## Quinto episodio
La morte di Giancarlo sconvolge la famiglia Fontamara, ma Carmen non può cedere al dolore: l'assegno che il sarto Cencelli ha consegnato a Silvie per le stoffe risulta scoperto e se entro dieci giorni non salderanno il debito, palazzo Fontamara sarà perduto. Pina viene abbandonata incinta dal soldato Johnny, ma Carmen la rassicura: fa parte della famiglia, non la lasceranno da sola.
Carmen conosce la contessa Galli Rapetti, unica cliente e debitrice di Cencelli che promette di aiutare la sartoria, organizzando un ballo per gli americani a palazzo Fontamara. Il ricevimento è un successo e, grazie all'articolo di Elsa Maxwell, gli abiti vanno a ruba.
Luigi Malpietro, messo alle strette da Gilsenti che ne sospetta la responsabilità nella morte di Giancarlo, ricorre a Truzzi. Grazie a quest'ultimo e alla complicità del compagno Italo (anch'egli traditore dell'Armata Rossa), il gruppo viene decimato e il professor Gilsenti viene "suicidato" dagli uomini di Truzzi, non prima di aver rivelato a Piera la verità su Malpietro.
Furio Truzzi consegna a Luigi il fascicolo compromettente e invita l'uomo a farlo sparire. Tra le carte l'uomo trova una foto di Lara, la figlia di Elisa Fontamara (morta suicida nella precedente stagione).
Mentre l'Italia diventa una repubblica, Truzzi incarica Italo di uccidere Piera e Fabrizietto, poi si reca a Cuba per incontrare Mr. Berger, alias Nito Valdi. L'uomo rivela a Truzzi che è riuscito a sopravvivere all'attentato grazie all'aiuto di Glaucia e lo avverte che a Roma un ex agente dell'Ovra, Osvaldo Raitieri, meglio conosciuto come il diavolo, ha dei documenti in grado di compromettere tutti gli ex fascisti che si sono ripuliti,  rivelando le prove dei loro vecchi crimini.

## Sesto episodio
Mentre a Cuba il redivivo Nito Valdi incontra Truzzi e accetta di lavorare per lui, a Roma Carmen ottiene grande successo con la sartoria, riuscendo a sventare il piano di Cencelli di farla fuori con l'aiuto di Michele (Valerio Morigi), il vero disegnatore della collezione di Cencelli.
Liliana (Eva Grimaldi), di ritorno a casa, sente la piccola Lara cantare e capendo il suo grande talento, ricorda la sua defunta amica Elisa raccontando di lei alla bambina.
Dopo un discorso vago e breve che Piera fa a Carmen, quest'ultima va dal cavaliere Francesco che si lascia andare allo sconforto per via dell'imperituro pensiero della morte dei suoi figli e della moglie. A sollevargli il morale ci penserà Carmen, ricordandogli che ci sono ancora lei, Giulio e tutti gli altri.
Piera (il cui obiettivo è avere le prove che Malpietro sia un traditore) si accorge di essere seguita da un individuo e scappando, sale a bordo di un'auto dove scopre che ci sono in giro dei negativi che inchiodano il traditore. Saputo ciò, lo va a riferire alle due persone di cui si fida: Italo e Fabrizietto.
Colui che dovrebbe dare i negativi a Piera li nasconde in una bambola, e dice al telefono a Piera che uno dei suoi amici l'ha tradita. Ma prima di poter dire altro, alcuni uomini accompagnati dall'individuo che seguiva Piera, entrano in casa sua e lo uccidono.
Carmen chiama al telefono Piera, per invitarla a una cena a casa, e lei le dice che le arriverà una bambola a casa come regalo. In quel momento, si scopre che l'amico che ha tradito Piera è Italo che insieme a un complice, cerca di ucciderla. Lei per salvarsi si getta dalla finestra, sfuggendo così ai suoi aggressori. Non riuscendo più a rialzarsi, Piera chiede aiuto a un tizio che si rivela un uomo di Malpietro e la colpisce con lo sportello della macchina sui fianchi, uccidendola.
Il giorno dopo, la polizia, convinta che sia stato un incidente, informa la famiglia della sua dipartita.
Dopo il funerale di Piera, arriva la bambola, mentre Francesco, in cerca della nipote Lara per conoscerla, viene raggiunto dal piccolo Giulio che geloso della bambina, anche perché figlia di Nito Valdi, pretende che il nonno voglia bene solo a lui.
Silvie fa notare a Carmen che ha bisogno di un nuovo compagno nella sua vita, così Carmen va da Malpietro (che le fa la corte da giorni) e ha un rapporto sessuale con lui.
Liliana va in cerca di lavoro e rendendosi conto che non può tenere con sé la piccola, in un primo momento la abbandona sull'uscio di casa Fontamara, ma poi la riprende con sé.
Nel frattempo, Pina partorisce suo figlio che chiama Carmelo, mentre Liliana, per sopravvivere, fa cantare ed elemosinare la piccola Lara.

## Settimo episodio
Nito è tornato a Roma per compiere una missione per conto dei servizi segreti, ma il suo vero obiettivo è prendere con sé Carmen e Valerio. Malpietro, saputa la notizia che Nito è a Roma, fa circondare la casa di poliziotti, ma Nito, grazie alla complicità del piccolo Giulio riesce ad arrivare a Carmen e a Valerio che lo incontra per la prima volta. Nito però viene sparato alle spalle da Fabrizietto, vestito da poliziotto, che voleva uccidere in realtà Carmen e Luigi. Poi Luigi spara due colpi di pistola a Nito che muore. Dopo qualche tempo Carmen e Luigi si sposano, anche se Carmen è riluttante per il fatto che Nito prima di morire gli aveva confessato chi era in realtà Luigi Malpietro e lei non sapeva se credere a queste informazioni. 
Passano gli anni e dal 1949 si va al 1959. Luigi Malpietro adesso è un politico importante ed influente mentre i figli di Carmen sono ormai adulti: Valerio è un ragazzo buono e caritatevole, mentre Giulio è cattivo, cinico ed arrivista; inoltre odia ancora il fratellastro per essere il figlio di Nito Valdi. Nel frattempo Carmen scopre la verità su Luigi Malpietro.

## Ottavo episodio
Dopo aver scoperto la verità su Luigi Malpietro, Carmen torna a casa e costringe Luigi ad andare in commissariato per costituirsi, ma la macchina di Malpietro esplode per un attentato dinamitardo, ordinato da Truzzi, e tutti e due muoiono. In compenso però Truzzi e gli altri dei servizi segreti vengono scoperti ed arrestati per i loro reati.
Intanto a Palazzo Fontamara, Giulio viene mandato dal nonno in collegio militare in Sardegna, e anche là ne combinerà di tutti i colori, mentre Valerio passa il suo tempo in parrocchia con ragazzi che provengono da situazioni spiacevoli e la sua carità fa breccia nel cuore di Gigliola, la figlia di Ortensia. Ortensia vuole conquistare il cuore del cavaliere per accaparrarsi tutti i beni dei Fontamara e costringe Gigliola a mandare lettere di falso aiuto a Valerio dove scrive che c'è un uomo che la molesta sempre. Il cavaliere Fontamara decide quindi di sposare Ortensia e nel frattempo Valerio decide di prendere la strada del sacerdozio.

## Nono episodio
Nonostante gli anni di infruttuose ricerche, Francesco Fontamara continua a pagare il detective perché ritrovi sua nipote Lara, che vive a Parigi con Liliana, cercando di sfondare come cantante.
La nuova signora Fontamara, ovvero l'intrigante Ortensia, spinge il marito ad apportare grandi rinnovamenti nell'azienda di famiglia, licenziando la fedele Silvie e convincendolo a far sfilare la sartoria a Parigi.
Giulio esce dal collegio fermamente intenzionato a mettere le mani sui beni di famiglia. Intanto, Valerio ha scelto di diventare prete e a nulla valgono i disperati tentativi di seduzione di Gigliola, l'unica che riesce a fare breccia nel cuore indurito di Giulio, sinceramente innamorato della ragazza, anche se lei non ha occhi che per Valerio.
Intanto a Parigi, Lara trova lavoro come cantante in un programma televisivo. Mentre Francesco parte per Parigi a preparare la sfilata, Giulio e Ortensia allacciano una relazione clandestina mentre Gigliola, che li sorprende insieme e ne è disgustata, decide di allontanarsi dalla madre, chiedendo di andare a studiare all'estero. A Parigi, Francesco vede casualmente in televisione sua nipote Lara. L'emozione è così forte che viene colto da un infarto e muore. La lettura del testamento conferma i sospetti di Giulio. Francesco ha lasciato la metà dei suoi beni alla moglie e l'altra metà a Lara, la nipote tanto cercata che non è mai riuscito a riabbracciare, e una cospicua somma di denaro ai due nipoti Giulio e Valerio. Per mettere le mani sull'intero patrimonio, Giulio decide di sposare Ortensia.
Il giorno della lettura del testamento una ragazza si presenta a palazzo Fontamara dicendo di essere Lara. Il detective Amato, grazie ad alcuni documenti in suo possesso, ne conferma l'identità. Purtroppo è una messa in scena organizzata da Giulio che, aiutato dal fido Otello, elimina Amato, scomodo testimone.

## Decimo episodio
Durante la festa organizzata da Giulio in onore della falsa cugina Lara, quest'ultima comunica che partirà per una tournée in Argentina: per questo affida le sue quote a Stella e la spinge - seguendo il piano di Giulio - tra le braccia di Michele, che accetta solo per far contento Giulio, diventato il suo amante. Dopodiché Gaia (il vero nome della falsa Lara) lascia palazzo Fontamara su un'auto guidata da Otello, scontratosi in precedenza con Silvie. Otello uccide Gaia e fa sparire il corpo.
Mentre Lara cerca senza successo di trovare lavoro in uno spot pubblicitario, Liliana apprende dell'arrivo della famiglia Fontamara a Parigi per il debutto della collezione e avvisa Lara della notizia, ma la ragazza non ne vuole sapere di parlare con i suoi parenti.
Liliana decide di farsi avanti di sua iniziativa e va a parlare con Giulio, che chiama in suo aiuto Otello. Otello uccide sia Liliana che la vicina di casa, scambiandola per la scomoda parente di Giulio. Saputo ciò che è successo a Liliana, la vera Lara decide di vendicarsi, torna da Lammercelier e lo accontenta, sperando di avere successo come cantante e così sarà.
Stella, nel frattempo, scopre la verità sul fatto che Michele non sia veramente innamorato di lei e che in realtà sia solo una pedina di Giulio e lo capisce insieme a Sylvie. 
Valerio, nel frattempo divenuto sacerdote, riparte per il seminario; Gigliola a bordo della vecchia moto di Giancarlo lo insegue, ma fa un incidente e viene ricoverata in ospedale. Valerio, saputa la notizia, fa recapitare tramite Sylvie dei nastrini a Gigliola dove sono registrate parole di conforto per la ragazza. Gigliola si risveglia, ma al suo risveglio trova Giulio e lo caccia via. Giulio, scoperto il motivo dell'incidente, dà la colpa al fratellastro, decide di vendicarsi e lo raggiunge in seminario.
Mentre Lara si presenta a Palazzo Fontamara, Giulio confessa a Valerio tutti i suoi peccati e Valerio decide di lasciare il sacerdozio per combattere l'ira di suo fratello.